# Schmuckherstellung in Indien
Die Schmuckherstellung in Indien beruht auf mehreren überlieferten Techniken. 

## Allgemeines
Schmuck besaß in Indien immer mehrere Funktionen. Er diente zunächst aber als Amulett zum Schutz gegen böse Geister, er betonte den Rang und die Stellung der Trägerin und des Trägers und sollte dann natürlich auch noch „schmücken“. Vor allem hatte er die Funktion als Kapitalanlage zu erfüllen. Die vor allem für den Volksschmuck so wichtige Eigenschaft als Kapitalanlage hat eine fatale Konsequenz: Je nach Lebenssituation musste Schmuck immer wieder zu Geld gemacht werden, wurde eingeschmolzen oder umgearbeitet. Eine schlechte Ernte oder Überschwemmung vernichtete nicht nur Korn, Vieh oder ganze Dörfer, sondern stets auch Schmuck. Alter Schmuck ist daher selten zu finden und der Formenreichtum des traditionellen Volksschmucks ist mehr und mehr verloren gegangen.

## Arten der Herstellung
Ungeachtet der enormen Vielfalt an indischen Schmuckformen sind folgende traditionelle Herstellungstechniken erwähnenswert: 

### Jadau
Diese Kunstform wurde durch die Mogule eingeführt und ist derzeit überwiegend in den Bundesstaaten Rajasthan und Gujarat verbreitet.
Zunächst wird Gold geschmolzen, in einen formbaren Zustand gebracht und mit Edelsteinen bestückt. Hier ist allergrößte Präzision vonnöten, da die Steine nur durch ihre Positionierung im Gold halten.
Jadau wird vor allem bei Hochzeiten und anderen Zeremonien getragen. Die Herstellung der Grundkonstruktion, das Gravieren der Löcher, das Setzen der Edelsteine und zuletzt das Emaillieren wird meist von unterschiedlichen Kunsthandwerkern durchgeführt.

### Kundan
Während der Mogul-Herrschaft erreichte die Kundan-Art der Schmuckherstellung, ausgehend von Delhi, Rajasthan. Heute ist Jaipur ein Zentrum von Kundan-Schmuck. 
Auch hier liegt der Schwerpunkt im Einsetzen der Edelsteine und der Gestaltung des Ornaments. Es werden Löcher in das Edelmetall geschnitten, in welche die Edelsteine eingesetzt werden. Danach wird Lac, ein natürliches Harz, zur Fixierung der Edelsteine in das Loch eingefüllt. Das Harz wird mit hochwertigem Gold überdeckt und dann wird der Edelstein eingesetzt. Oft werden Kundan-Schmuckstücke an der Rückseite emailliert (Meenakari), sodass beide Seiten eine prachtvolle Oberfläche haben (Meena Kundan – eine Variation des Kundan-Stils).

### Meenakari
Meenakari ist die Kunst, Metall mit leuchtenden Farben zu verzieren. Es handelt sich um eine traditionelle Handwerkskunst aus Indien, die einen hohen Grad an Geschicklichkeit und Qualifikation erfordert und aus Rajasthan stammt. 
Die Herstellung erfolgt in mehreren Arbeitsschritten: Zuerst stanzen Kunsthandwerker mit entsprechendem Werkzeug ein ausgewähltes Design (Blumen, Vögel, Fische ...) in ein großflächiges Stück Metall ein. Im Anschluss daran werden die erwünschten Farben (Email-Staub) mit einem Pinsel auf das Muster aufgetragen und gebrannt.
Die Hitze des Brennofens schmilzt die Farben, so dass sich die farbige Flüssigkeit gleichmäßig in den Vertiefungen verteilen kann.
Da die Farben einzeln gebrannt werden, wird dieser Vorgang öfters wiederholt. Traditionelle Farben wie rot, blau, grün und weiß werden für Meenakari-Arbeiten am häufigsten verwendet. Als Basis des Meenkari kommt Gold oder Silber zum Einsatz.
Meenakari ist aber nicht nur auf Schmuckstücke anwendbar. Mit dieser Technik können auch Schmuckschatullen und sogar kleine Möbel geschmückt werden.

### Pachchikam
Pachchikam-Schmuck stammt ursprünglich aus Gujarat und ist als Schmuckstil wieder verbreiteter. Schmuckarmbänder im Pachchikam-Stil herzustellen, ist sehr aufwendig. Das Basismaterial ist Silber, in das Edelsteine und Glasstücke gepresst werden. Kleine Metallklammern fixieren die ungeschliffenen Schmucksteine und Glasstücke.
Diese Handwerkskunst ist sehr alt und wird innerhalb der Familien weitergegeben. Änderungen im Herstellungsprozess werden abgelehnt, was zu einer geringen Verbreitung führt. Die Schmuckstücke wirken roh, was aber den alten Tribalcharakter besonders hervorhebt.